# لمياء مبيض بيسات
لمياء مبيض البساط (مواليد 1967، بيروت) موظفة لبنانية. عملت كرئيسة لمعهد المالية باسل فليحان منذ عام 2000. في عام 2018، اختارت لجنة خبراء الإدارة العامة التابعة للأمم المتحدة لمياء مبيض البساط من بين 24 خبيراً لتوجيه أعضاء مركز تحليل السياسة الأوروبية (CEPA) بشأن جدول أعمال عام 2030.

## حياتها المبكرة وتعليمها
ولدت لمياء مبيض البساط في 27 مارس 1967 في بيروت، لبنان. تميزت معظم طفولتها بالحرب الأهلية اللبنانية، والتي تعتبرها أحد العوامل التي صقلت حياتها المهنية. أصبحت لمياء مؤسسًة مشاركًة ومتطوعًة في جرين لاين في عام 1991، وهي أول منظمة غير حكومية في لبنان تعنى بالتنمية البيئية والزراعية  .
تخرجت لمياء مبيض بدرجة الهندسة في الزراعة عام 1988 وحصلت على درجة الماجستير في الاقتصاد الزراعي والتنمية من الجامعة الأمريكية في بيروت (AUB) عام 1990. بعد ثماني سنوات، انضمت إلى المدرسة العليا للأعمال في بيروت للحصول على درجة الماجستير في إدارة الأعمال (MBA)  .

## حياتها المهنية
في عام 1992، بدأت لمياء حياتها المهنية بالالتحاق كباحثة في معهد الاستشارات والبحوث في لبنان (CRI)، وهي شركة متخصصة في استشارات الأعمال والدراسات الميدانية الكمية والنوعية فيما يتعلق بالتنمية الاجتماعية والاقتصادية في لبنان ومنطقة الشرق الأوسط وشمال إفريقيا. في عام 1995، انضمت لمياء مبيض إلى برنامج الأمم المتحدة الإنمائي في بيروت كمسؤولة برامج. في يوليو 1999، انضمت لمياء مبيض إلى لجنة الأمم المتحدة الاقتصادية والاجتماعية لغرب آسيا (الإسكوا) تحت سلطة المجلس الاقتصادي والاجتماعي التابع للأمم المتحدة (ECOSOC)  .
في عام 2000، اختارت وزارة الاقتصاد والمالية الفرنسية وعينت لمياء مبيض بساط لتصبح رئيسة ومديرة معهد المالية باسل فليحان في لبنان. قادت لمياء انتقالها من مبادرة ثنائية إلى وكالة خدمات عامة مستقلة مالياً وإدارياً داخل وزارة المالية اللبنانية. يعد المعهد اليوم مزودًا للمعرفة في إدارة المالية العامة وتحديث الدولة في لبنان ومنطقة الشرق الأوسط وشمال إفريقيا.
تلقي لمياء المحاضرات اليوم في الإدارة العامة في معهد العلوم السياسية في جامعة القديس يوسف في بيروت (ساينسز بو).
في 1 يناير 2018، تم تعيين لمياء مبيض من قبل الأمين العام للأمم المتحدة أنطونيو غوتيريش لمدة أربع سنوات لتكون واحدة من 24 خبيرا يؤلفونلجنة خبراء الإدارة العامة التابعة للأمم المتحدةU NCEPA. متعد لمياء يضا داعم ة قوي ة لتعزيز بناء القدرات في وحدة المشتريات العامة. في عام 2020، شاركت في إطلاق استطلاع الأمم المتحدة للحكومة الإلكترونية لعام 2020 الذي نظمته إدارة الشؤون الاقتصادية والاجتماعية بالأمم المتحدة، والذي يتضمن عرضًا متعمقًا لبيانات ونتائج مسح الحكومة الإلكترونية.
لمياء مبيض بساط هي عضوة مؤسسة وعضوة سكرتارية من خلال المعهد المالي لشبكة GIFT-MENA لمدارس تدريب الخدمة المدنية في الشرق الأوسط وشمال إفريقيا، والتي تأسست في عام 2006 ومقرها حاليًا في بيروت. كما ساهمت في تأسيس شبكة بحوث الإدارة العامة بمنطقة الشرق الأوسط وشمال إفريقيا MENAPAR للأبحاث في الإدارة العامة، ومقرها البحرين حاليًا.
افتتحت لمياء مبيض مكتبة عامة تضم أكثر من ثلاثة وعشرين ألف مرجع متاح للجمهور وبدأت سلسلة من أدلة المواطنين لزيادة الوعي بقضايا الإدارة المالية العامة وتسهيل معاملات المواطنين بعنوان «سلسلة التوعية المالية والمالية».
في مقابلة مع جريدة Le Commerce du Levant ، شددت لمياء مبيض على أن «مسؤولية إدارة أو تشكيل العمل الحكومي العام مقيدة فقط في أيدي الدولة وأن بيروقراطياتها قد عفا عليها الزمن. واليوم، تخضع منظمات المجتمع المدني والقطاع الخاص للمساءلة والمشاركة في العملية على قدم المساواة».
لمياء مبيض تعتبر داعم ونصير قوي للمساواة بين الجنسين وتسعى جاهدة للقضاء على جميع أشكال التمييز ضد المرأة. في مقابلة مع مجلة Executive Magazine ، أوضحت أنه «من المهم أن نفهم أن النسوية المقترنة بتمكين المرأة لا تأتي على حساب الرجال. في الواقع، كلاهما مطلوب بشكل بارز وموصى به من أجل تحقيق نتيجة مناسبة في مؤسسة عامة».

## العضويات
اعتبارًا من عام 2016، أصبحت لمياء مبيض ممثلةً للبنان ودول الشرق الأوسط وشمال إفريقيا في مجلس إدارة "الرابطة الدولية للمدارس والمعاهد الإدارية (IASIA) 
- عضو مؤسس - جرين لاين 1991 - حتى الآن.[5]
- عضو - رابطة خريجي الجامعة الأمريكية في بيروت (AUB) ، 1996 حتى الآن.[4]
- عضو نقابة المهندسين والمعماريين 1996 حتى الآن.[4]
- عضو - شبكة المبتكرين في الحكم في منطقة البحر الأبيض المتوسط (INNOVMED)، 2003 حتى الآن.[21]
- رئيس - عنصر حوكمة المالية العامة في مبادرة OECD-MENA ، 2009 - حتى الآن.[22]
- عضو مؤسس - Roads for Life «صندوق طلال قاسم لرعاية ما بعد الحوادث»، 2011 - حتى الآن.[23]
- عضو - لجنة الخبراء الإقليمية لمجموعة البنك الدولي المعنية بالمشتريات العامة، أبريل 2013 - حتى الآن.[5]

## الجوائز والتقدير
- Chevalier de La Légion d'Honneur (13 يوليو 2015).[24][25]
- Chevalier de l'Ordre National du Mérite (4 يونيو 2004).[5]
- جائزة سناء نجار زهر لأفضل أداء طلابي ، الجامعة الأمريكية في بيروت (يونيو 1988).[26]

## المنشورات
- «المعهد المالي، 20 تعاون إداري فرنسي لبناني»، إل مبيض.[27]
- "Un réseau des écoles de la fonction publique en méditérranée peut-il servir l'agenda de la gouvernance public؟" مبيض.[28]
- "L'avenir de l'Action Publique: Regards croisées autour de la méditerranée ، L. Moubayed ، V. Potier & AB. يخلف.[29]
- «من حكومة إلى إدارة: كيف ستحقق المنطقة العربية أهداف التنمية المستدامة في فترة ما بعد 2015؟».[30]
- «بناء القدرات في إدارة المالية العامة في بلد ما بعد الصراع: ممارسة من وزارة المالية ومعهد المالية في لبنان»، أ. غندور، س. حاتم، ل مبيض بسات وس. ريحان.[31]
- «تجربة لبنان في تثبيت التوظيف التنافسي»، ل مبيض بساط، س. حاتم وج. ريحان.[32]
- «لماذا إصلاح الخدمة المدنية أمر لا مفر منه في أوقات الأزمات»، مبيض بساط.[33]
- «تقديم نهج يحركه النوع الاجتماعي في موازنة الأداء: النمسا»، مبيض بسات وم. بصيبص.[34]
- «قياس فاتورة رواتب القطاع العام»، مبيض بساط وإ. غندور.[35]
- «دور المجتمع المدني في تنمية المجتمع الريفي: دراستا حالة من لبنان».[36]
- «تنمية المجتمع الريفي من خلال تعزيز بناء المؤسسات: دراستان حالتان من لبنان».[37]
- "Citizen Budget 2018"، Institut des Finances Basil Fuleihan.[38]
- «موازنة المواطن 2019»، معهد باسل فليحان.[39]
- "Citizen Budget 2020"، Institut des Finances Basil Fuleihan.[40]
- «التكلفة الاقتصادية للإجراءات السياسية ضد سيناريوهات تفشي Covid-19 في لبنان»، معهد باسل فليحان.[41]
- «السياسات المالية والاقتصادية في عهد رياض الصلح»، معهد المالية باسل فليحان.[42]
- «لابروش تكافؤ الاختصاصات peut-elle changer l'avenir de la Fonction Publique Libanaise؟» [43]

## قراءات أخرى
- موريل دي سانت سوفور (21 نوفمبر 2014). عالم نسائي، عالم أفضل؟ لارشيبيل. ص 98، 119 - 120.

## روابط خارجية
- - Institut des Finances Basil Fuleihan
  - GIFT-MENA
  - Ministry of Finance in Lebanon نسخة محفوظة 24 يوليو 2020 على موقع واي باك مشين.

1. 1 2  "About the Institute". IOF (بالإنجليزية الأمريكية). Archived from the original on 2022-03-01. Retrieved 2019-12-09.
2. ↑  "CEPA members 2018 - 2021". publicadministration.un.org. مؤرشف من الأصل في 2022-03-31. اطلع عليه بتاريخ 2019-12-09.
3. ↑  "Me, Myself & Politics" unveils the untold story of Mrs. Lamia Moubayed Bissat (بالإنجليزية), Archived from the original on 2022-04-24, Retrieved 2019-12-09
4. 1 2 3 4 5 6  "Lamia Moubayed Bissat | Who is She in Lebanon". whoisshe.lau.edu.lb. مؤرشف من الأصل في 2021-05-06. اطلع عليه بتاريخ 2019-12-09.
5. 1 2 3 4  "Lamia Moubayed Bissat". www.csrlebanon.com. مؤرشف من الأصل في 2019-08-09. اطلع عليه بتاريخ 2019-12-09.
6. ↑  "حديث المالية - عدد 8". IOF (بالإنجليزية الأمريكية). Archived from the original on 2020-09-23. Retrieved 2019-12-09.
7. ↑  "[Site de l'Université Saint-Joseph de Beyrouth] - Institut des Sciences Politiques". isp.usj.edu.lb. مؤرشف من الأصل في 2019-12-05. اطلع عليه بتاريخ 2019-12-09.
8. ↑  Bissat, Lamia Moubayed. "Lamia Moubayed Bissat, Author at Executive Magazine" (بالإنجليزية الأمريكية). Archived from the original on 2020-10-30. Retrieved 2019-12-09.
9. ↑  "Business News > Story > StoryDetails". www.businessnews.com.lb. مؤرشف من الأصل في 2022-04-25. اطلع عليه بتاريخ 2019-08-09.
10. ↑  Eren، Yusuf (8 يوليو 2020). "Global launch of the 2020 UN E-Government Survey". United Nations Department of Economic and Social Affairs. مؤرشف من الأصل في 2022-01-11. اطلع عليه بتاريخ 2020-07-27.
11. ↑  "Lamia Moubayed Bissat Keynote Address: Remarks on Findings of E-government Survey". IOF. مؤرشف من الأصل في 2021-04-12. اطلع عليه بتاريخ 2020-07-27.
12. ↑  "GIFT-MENA | Institut des Finances Basil Fuleihan - GIFT-MENA SECRETARIAT". gift-mena.org. مؤرشف من الأصل في 2019-12-09. اطلع عليه بتاريخ 2019-12-09.
13. ↑  GIFT-MENA، GIFT-MENA (يوليو 2014). "THE GIFT-MENA NETWORK OF CIVIL SERVICE TRAINING SCHOOLS AND INSTITUTES" (PDF). gift-mena.org. مؤرشف من الأصل في 2016-08-19. اطلع عليه بتاريخ 2019-12-09.{{استشهاد ويب}}:  صيانة الاستشهاد: BOT: original URL status unknown (link)
14. ↑  "Lamia Moubayed Bissat - SOBEIRUT". www.sobeirut.com. مؤرشف من الأصل في 2019-08-09. اطلع عليه بتاريخ 2019-12-09.
15. ↑  United Nations Public Service Award، United Nations Public Administration Network (24–26 يونيو 2019). "Achieving the Sustainable Development Goals through Effective Delivery of Services. Innovative transformation and accountable institutions" (PDF). workspace.unpan.org. مؤرشف من الأصل (PDF) في 2022-04-28. اطلع عليه بتاريخ 2019-08-09.
16. ↑  "e-Library OPAC". library.institutdesfinances.gov.lb. مؤرشف من الأصل في 2022-04-25. اطلع عليه بتاريخ 2019-12-09.
17. ↑  "حقك في الاعتراض- سلسلة التوعية المالية والضريبية - رقم 7". مجموعة الابحاث والتدريب للعمل التنموي. مؤرشف من الأصل في 2019-12-05. اطلع عليه بتاريخ 2019-08-09.
18. ↑  "Lamia Moubayed Bissat au service de la fonction publique - Mélanie Razzouk". Commerce du Levant (بالفرنسية). 2 Jun 2016. Archived from the original on 2019-09-02. Retrieved 2019-08-09.
19. ↑  "Lamia Moubayed: At society's service | Executive Magazine" (بالإنجليزية الأمريكية). 13 Mar 2015. Archived from the original on 2019-12-05. Retrieved 2019-08-09.
20. ↑  "iasia web site". www.iias-iisa.org. مؤرشف من الأصل في 2019-09-02. اطلع عليه بتاريخ 2019-08-09.
21. ↑  "Innovator's Network Members - Programme for Innovation in Public Administration in the Euro-Mediterranean Region - Innovmed -". www.unpan.org. مؤرشف من الأصل في 2018-11-08. اطلع عليه بتاريخ 2019-08-09.
22. ↑  "Governance - Organisation for Economic Co-operation and Development". www.oecd.org (بالإنجليزية). Archived from the original on 2021-04-21. Retrieved 2019-08-09.
23. ↑  "Roads For Life | Our Members". www.roadsforlife.org. مؤرشف من الأصل في 2020-02-21. اطلع عليه بتاريخ 2019-08-09.
24. ↑  Henoud, Carla (11 May 2017). "Lamia Moubayed Bissat, " désespérément déterminée " - Carla Henoud". L'Orient-Le Jour (بالفرنسية). Archived from the original on 2019-12-16. Retrieved 2019-08-09.
25. ↑  l'Information, Agence Nationale de. "Cérémonie de remise des insignes de la Légion d'Honneur à la Résidence des Pins". Agence Nationale de l'Information (بالإنجليزية). Archived from the original on 2019-12-05. Retrieved 2019-08-09.
26. ↑  "Lamia Mubayed Bsat's pioneering career". WEEPortal (بالإنجليزية). 15 May 2017. Archived from the original on 2019-12-05. Retrieved 2019-08-09.
27. ↑  Moubayed، Lamia. "L'Institut des Finances, 20 ans de cooperation administrative franco-libanaise". Gestion et Finances Publiques. مؤرشف من الأصل في 2022-04-25.
28. ↑  "GIFT-MENA | Un réseau des écoles de la fonction publique en Méditérranée peut-il servir l'agenda de la gouvernance publique?". www.gift-mena.org. مؤرشف من الأصل في 2019-12-05. اطلع عليه بتاريخ 2019-08-09.
29. ↑  Moubayed, Potier and Ben Yakhlef، Lamia, Vincent and Adel (26 سبتمبر 2016). L'avenir de l'action publique: Regards croisés autour de la méditerranée. France: CENTRE NATIONAL DE LA FONCTION PUBLIQUE TERRITORIALE.{{استشهاد بكتاب}}:  صيانة الاستشهاد: أسماء متعددة: قائمة المؤلفين (link)
30. ↑  Moubayed، Lamia (20 مارس 2015). "From Government to Governance: How Will the Arab Region Meet the Goals of Sustainable Development in the Post 2015 Period?" (PDF). United Nations Economic and Social Commission for Western Asia. مؤرشف من الأصل (PDF) في 2019-12-05 – عبر ESCWA.
31. ↑  Moubayed, Ghandour, Hatem, Rihan، Lamia, Ibrahim, Sabine, Carl (يونيو 2014). "Building Capacities in Public Financial Management in a Post-Conflict Country: A practice from the Ministry of Finance and the Institute of Finance of Lebanon" (PDF). Institut des Finances - Ministry of Finance Lebanon: 39. مؤرشف من الأصل (PDF) في 2022-04-25.{{استشهاد بدورية محكمة}}:  صيانة الاستشهاد: أسماء متعددة: قائمة المؤلفين (link)
32. ↑  Moubayed, Hatem, Rihan، Lamia, Sabine, Carl (أكتوبر 2013). "Lebanon's Experiment with Installing Competitive Recruitment". Assadissa: 48. مؤرشف من الأصل في 2021-04-16.{{استشهاد بدورية محكمة}}:  صيانة الاستشهاد: أسماء متعددة: قائمة المؤلفين (link)
33. ↑  Moubayed، Lamia (أكتوبر 2013). "Why Civil Service Reform in an Inevitable Choice in times of crisis". Assadissa: Journal of Public Finance and State Building: 9. مؤرشف من الأصل في 2021-04-11.
34. ↑  Moubayed and Bsaibes، Lamia and Maya (ديسمبر 2012). "Introducing a Gender-Driven Approach to Performance Budgeting: Austria (Written in Arabic)". Assadissa: Journal of Public Finance and State Building: 8. مؤرشف من الأصل في 2021-04-16.
35. ↑  Moubayed، Lamia (ديسمبر 2011). "Measuring the Public Sector Wage Bill" (PDF). Assadissa: Journal of Public Finance and State Building: 8. مؤرشف من الأصل (PDF) في 2020-12-21.
36. ↑  Moubayed، Lamia (يونيو 2002). "The Role of Civil Society in Rural Community Development: Two Case Studies from Lebanon". ESCWA: 25.
37. ↑  Moubayed، Lamia (1999). "Rural community development through strengthening institution building : two case studies from Lebanon". Economic and Social Commission for Western Asia. مؤرشف من الأصل في 2020-10-31.
38. ↑  "Citizen Budget 2018". IOF (بالإنجليزية الأمريكية). Archived from the original on 2022-03-01. Retrieved 2020-10-07.
39. ↑  "Citizen Budget 2019". IOF (بالإنجليزية الأمريكية). Archived from the original on 2021-04-13. Retrieved 2020-10-07.
40. ↑  "Citizen Budget 2020". IOF (بالإنجليزية الأمريكية). Archived from the original on 2021-04-16. Retrieved 2020-10-07.
41. ↑  "The Economic Cost of Policy Action against the Outbreak Scenarios of Covid-19 in Lebanon". IOF (بالإنجليزية الأمريكية). Archived from the original on 2022-01-25. Retrieved 2020-10-07.
42. ↑  "الرؤية الاقتصادية والمالية في عهد دولة الرئيس رياض الصلح". IOF (بالإنجليزية الأمريكية). Archived from the original on 2021-04-12. Retrieved 2020-10-07.
43. ↑  "L'approche par compétences peut-elle modifier l'avenir de la fonction publique libanaise?". IOF (بالإنجليزية الأمريكية). Archived from the original on 2021-04-12. Retrieved 2020-10-07.